# Bonares
Bonares là một thị trấn và đô thị ở tỉnh Huelva, Tây Ban Nha. Theo điều tra dân số năm 2005, đô thị này có dân số 5.310 người.

## Dân cư
| 1999  | 2000  | 2001  | 2002  | 2003  | 2004  | 2005  |
| ----- | ----- | ----- | ----- | ----- | ----- | ----- |
| 5,063 | 5,122 | 5,233 | 5,271 | 5,295 | 5,267 | 5,310 |

Nguồn: INE (Tây Ban Nha)